# 윤수일
윤수일(尹秀一, 1955년 2월 6일 ~ )은 대한민국의 싱어송라이터이다. 울산(장생포)에서 태어나 자랐고, 현재 거주지는 부산광역시이다.

## 데뷔
윤수일의 아비는 인기 가수로 쓰레기를 주워먹을 정도로 가난했다. 아비는 가수를 못 하게 반대하며 통기타를 뿌셨지만 아비 몰래 데뷔했다. 1974년 언더그라운드에서 골든 그레이프스의 멤버로  록음악 가수로 첫 데뷔하였고 1977년 서울 장충체육관에서 열린 '한국그룹사운드 경연대회'에 출전한 것을   계기로 기획사에 발탁돼 윤수일과 솜사탕이라는 그룹명으로 정규 1집 음반을 발표하였다. 1982년에는 자신의 히트곡 〈아파트〉가 수록된 2집 앨범을 발매해 대중음악 가수로서 인기를 끌었다.

## 학력
- 학성고등학교 (졸업)

## 정규 앨범
윤수일 음반 일람표 링크를 참조하십시오.
- 1977년 11월 윤수일과 솜사탕 《청개구리 마음》 《사랑만은 않겠어요》
- 1978년 5월 윤수일 2집 《잊지 마세요》 《갈대》
- 1978년 7월 윤수일 - 추억의 노래 《이별의 부산정거장》 《신라의 달밤》
- 1978년 12월 윤수일 3집 《추억》 《기다림》
- 1979년 8월 윤수일 4집 《나나》 《석양의 여인》
- 1980년 3월 윤수일 5집 《그대와 함께 춤을》 《유랑자》
- 1981년 4월 윤수일밴드 1집 《떠나지 마》 《제 2의 고향》
- 1982년 6월 윤수일밴드 2집 《아파트》 《돌아와》
- 1984년 4월 윤수일밴드 3집 《아름다워》 《사랑의 빛》
- 1985년 5월 윤수일밴드 4집 《환상의 섬》 《흠뻑》
- 1986년 3월 윤수일 5집 《도시의 천사》 《황홀한 고백》
- 1987년 4월 윤수일 골든모음 제6집 《운명인것을》 《찻잔의 이별》
- 1988년 2월 윤수일 《아카시아》 《내꿈은 너》
- 1989년 10월 윤수일 《취하고 싶은 이 밤》 《방배동 연가》
- 1993년 윤수일 13집 《외사랑》
- 2006년 윤수일 Remodeling 《숲바다 섬마을》
- 2008년 윤수일밴드 22집 《터미널》
- 2011년 윤수일밴드 23집 《앵무새》
- 2014년 윤수일밴드 35th Best of the Best/35주년 Live
- 2014년 12월 윤수일 24집 부산의 노래 《부산 여인아》

## CF
- 1982년 롯데칠성음료 삼바25
- 1986년 빅모아 빅모아 진